# Playa de Torreguadiaro
La playa de Torreguadiaro es una playa situada en la localidad de San Roque en la comarca andaluza del Campo de Gibraltar en España. Esta playa de 1300 metros de longitud y unos 30 metros de anchura media se sitúa entre Torreguadiaro y el Puerto de Sotogrande en la vertiente mediterránea de la costa del Campo de Gibraltar. Está situada en una zona poblada por las urbanizaciones exclusivas de Sotogrande y Torreguadiaro en una antigua zona de pescadores. Posee servicios básicos de recogida de basuras diaria, duchas, aseos y acceso a minusválidos. El medio natural de la playa se encuentra muy degradado por la construcción del puerto de Sotogrande y las urbanizaciones circundantes. Actualmente, el sistema dunar presente es muy deficientes y las dunas fijas se encuentran muy fragmentadas por el continuo tránsito de veraneantes en una playa con una gran presión turística. Destaca, no obstante, la presencia de un pequeño humedal salobre, el único ejemplo de este tipo de ecosistemas en el sur de la península.
1. ↑  Ministerio de Medio Ambiente (ed.). «Playa de Torrecarbonera». Archivado desde el original el 7 de octubre de 2010. Consultado el 21 de marzo de 2009.
2. ↑  Ministerio de Medio Ambiente, demarcación de costas (ed.). «Playa de Torreguadiaro». Consultado el 21 de marzo de 2009.

- Datos: Q6079055